# L'Homme atlantique
L'Homme atlantique est la transcription de la bande-son du moyen-métrage éponyme que Marguerite Duras a réalisé, en 1981, à partir de chutes de son film précédent - Agatha et les Lectures illimitées. Le livre est paru en avril 1982 aux éditions de Minuit.

## Adaptations
- L'Homme atlantique de Marguerite Duras par Gérard Courant, réalisé par Gérard Courant, 2010.

## Éditions
- Les Éditions de Minuit, 1982  (ISBN 2-7073-0611-8).